# Wilhelm von Türk

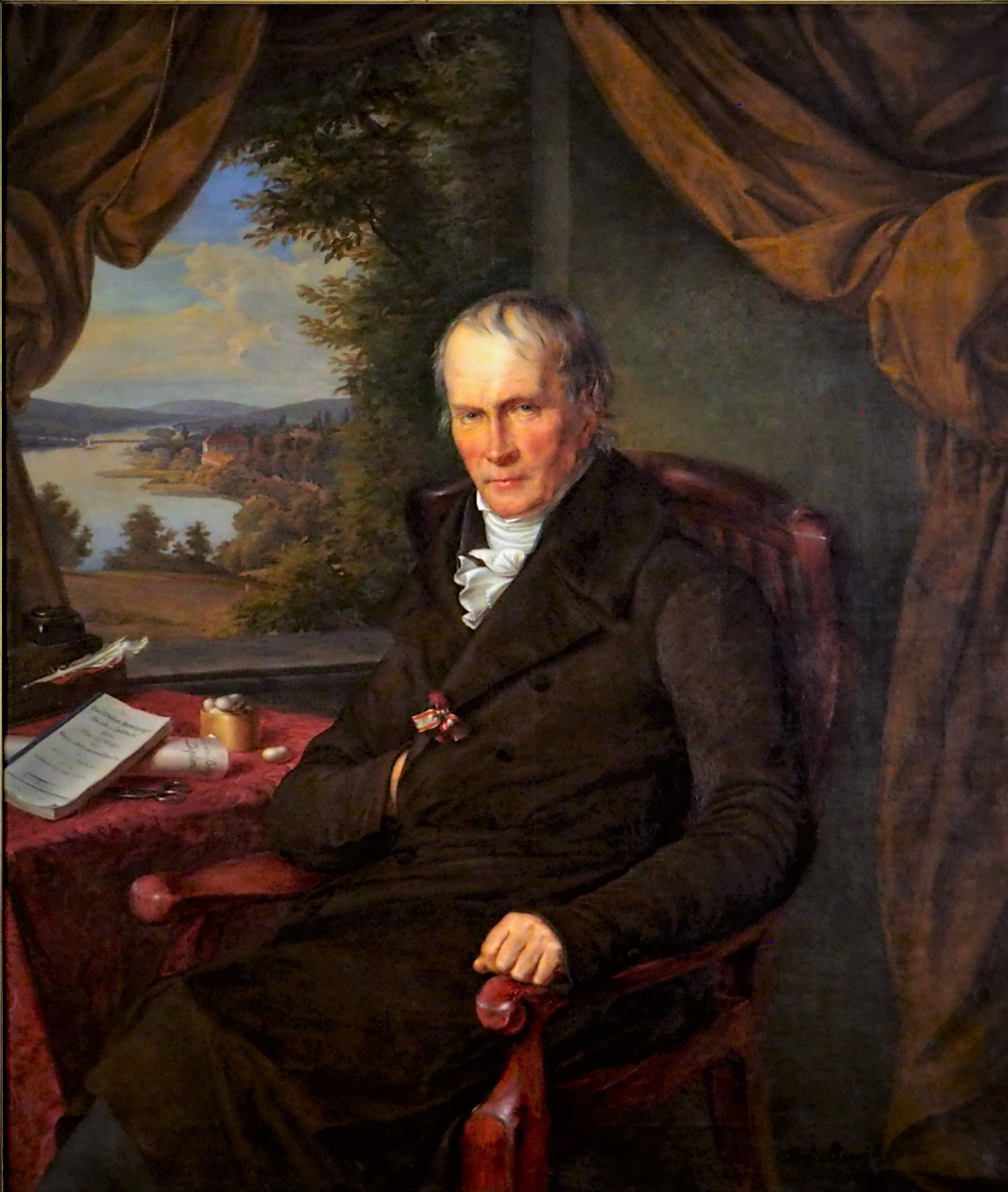
August Remy, Wilhelm von Türk, 1838, Zivil-Waisenhaus, Potsdam, Berlinerstrasse 145

Karl Christian Wilhelm von Türk (* 8. Januar 1774 in Meiningen; † 31. Juli 1846 in Klein Glienicke) war ein Jurist, Pädagoge und Sozialreformer.

## Leben

### Herkunft und Ausbildung
Türk war das vierte Kind des Kammerpräsidenten und Hofmarschalls Otto Philipp von Türk und dessen Ehefrau Friederike Luise Marie Christiane von Bibra. In seiner Geburtsstadt besuchte er zunächst die Schule der dortigen Freimaurerloge. Als 1779 seine Mutter starb, kam Türk zu seinem Onkel, dem Oberjägermeister von Bibra, nach Hildburghausen und wurde dort zusammen mit seinen Cousins durch Hauslehrer erzogen.
Im Jahr 1791 immatrikulierte sich Türk an der Universität Jena für das Fach Jura, das sein älterer Bruder dort bereits seit einigen Semestern studierte. Der Dichter Novalis und Friedrich Magnus von Bassewitz, späterer Oberpräsident der Provinz Brandenburg und Dienstherr Türks, waren seine Kommilitonen. 1793 konnte Türk sein Studium erfolgreich beenden. Er hoffte, eine Tätigkeit im Dienste des Herzogs von Sachsen-Meiningen aufnehmen zu können. Seine Bewerbung wurde jedoch abgelehnt, weil bereits sein Vater und Bruder Regierungsämter für den Herzog von Sachsen-Meiningen ausübten. Ein Versuch, in Preußen angestellt zu werden, misslang.

### Erste Tätigkeiten und Begegnung mit Pestalozzi

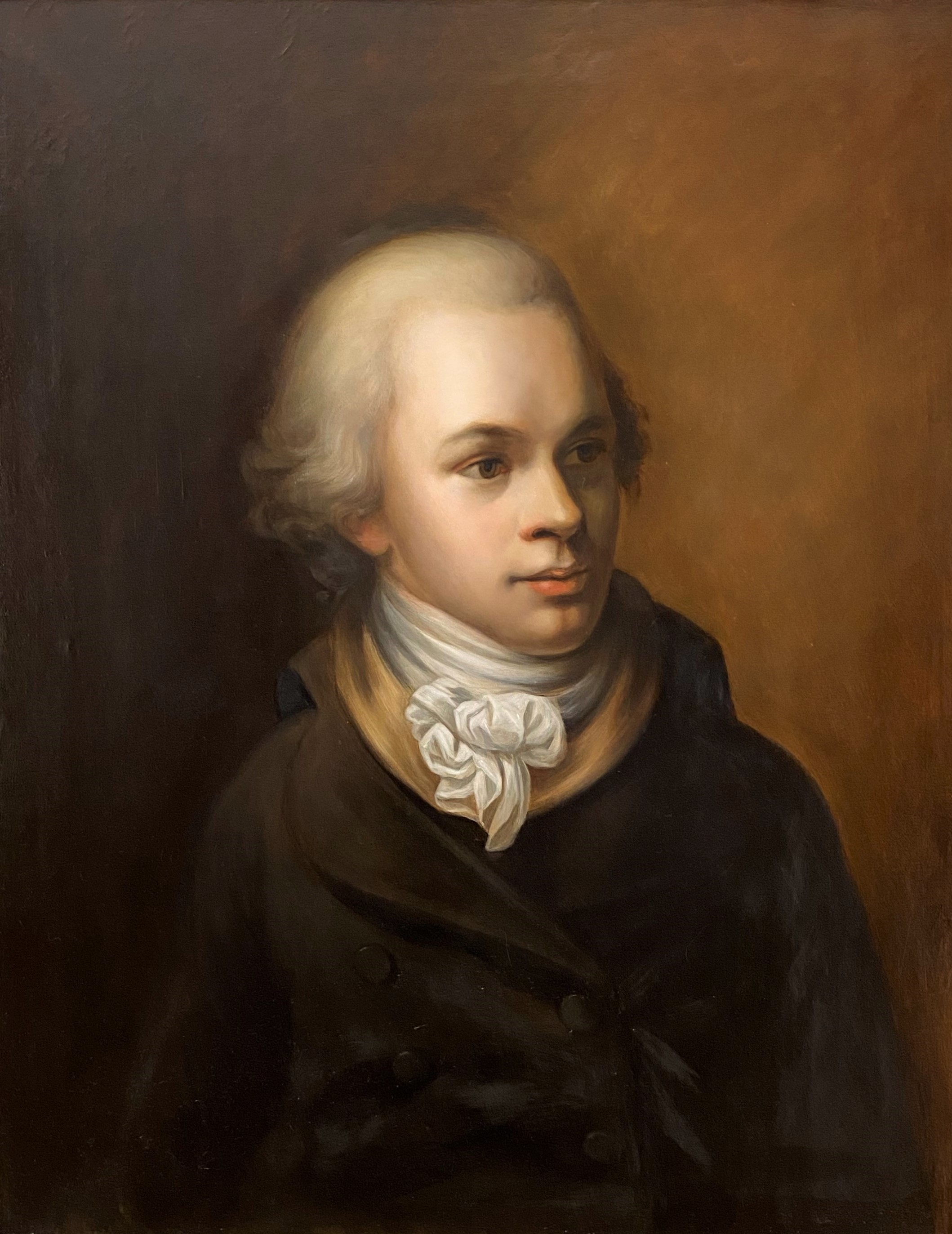
Wilhelm von Türk als 22-jähriger Kammerjunker, 1796 am Hofe des Herzogs von Mecklenburg-Strelitz
Ölgemälde von Anton Zeller

Türk kehrte zurück nach Hildburghausen. Während seines dortigen Aufenthalts machte er die Bekanntschaft des damaligen Prinzen Karl von Mecklenburg-Strelitz. Als dessen Bruder, Herzog Adolf Friedrich IV., 1794 starb, musste er selbst als Herzog Karl II. die Herrschaft übernehmen. Am 4. Juni 1794 engagierte er Türk als Auditor seiner Justizkanzlei und ernannte ihn zum Kammerjunker an seinem Hof in Neustrelitz. 1796 wurde Türk zum Kammerherrn und Justizrat befördert. 1801 übertrug der Herzog Türk zusätzlich die Aufsicht über die Schulen. Auf diese Aufgabe bereitete Türk sich durch das Studium von Fachliteratur und durch Besuche an Schulen zum Kennenlernen der gängigen Unterrichtspraxis vor. Türk korrespondierte auch mit bekannten Schulmännern und Pädagogen. Seine Aktivitäten führten ihn folgerichtig zu Johann Heinrich Pestalozzi, der um die Wende zum 19. Jahrhundert in der Schweiz weitreichende Reformpläne zur Hebung der Volksbildung entwickelte. Das Ergebnis seiner Studien war Türks erste pädagogische Schrift, Über zweckmäßige Einrichtung der öffentlichen Schul- und Unterrichtsanstalten als eines der würksamsten Beförderungsmittel einer wesentlichen Verbesserung der niederen Volksklassen mit vorzüglicher Rücksicht auf Meklenburg, die 1804 erschien. Da er die Lehrmethoden im Vergleich zu seinen Erkenntnissen aus der pädagogischen Fachliteratur als ungenügend ansah, unternahm er ab 1804 eine längere Studienreise zu bekannten Pädagogen und ihren Unterrichtsanstalten. Die Stationen der Reise waren Dessau, Leipzig, Frankfurt am Main, Münchenbuchsee in der Schweiz, Heidelberg, Anspach, Erlangen, Meiningen, Berlin und Stettin. Türks erste Begegnung mit Pestalozzi ereignete sich auf dem Weg nach Münchenbuchsee. Pestalozzi erklärte Türk seine Methoden für verschiedene Fächer und ließ ihn auch eigenen Unterricht halten. Über seine Reiseerfahrungen berichteten 1806 zwei Schriften Türks: die Beitrage zur Kenntnis einiger deutscher Elementarschulanstalten, namentlich der zu Dessau, Leipzig, Heidelberg, Frankfurt am Main und Berlin und die Briefe aus München-Buchsee über Pestalozzi und seine Elementarbildungsmethode.

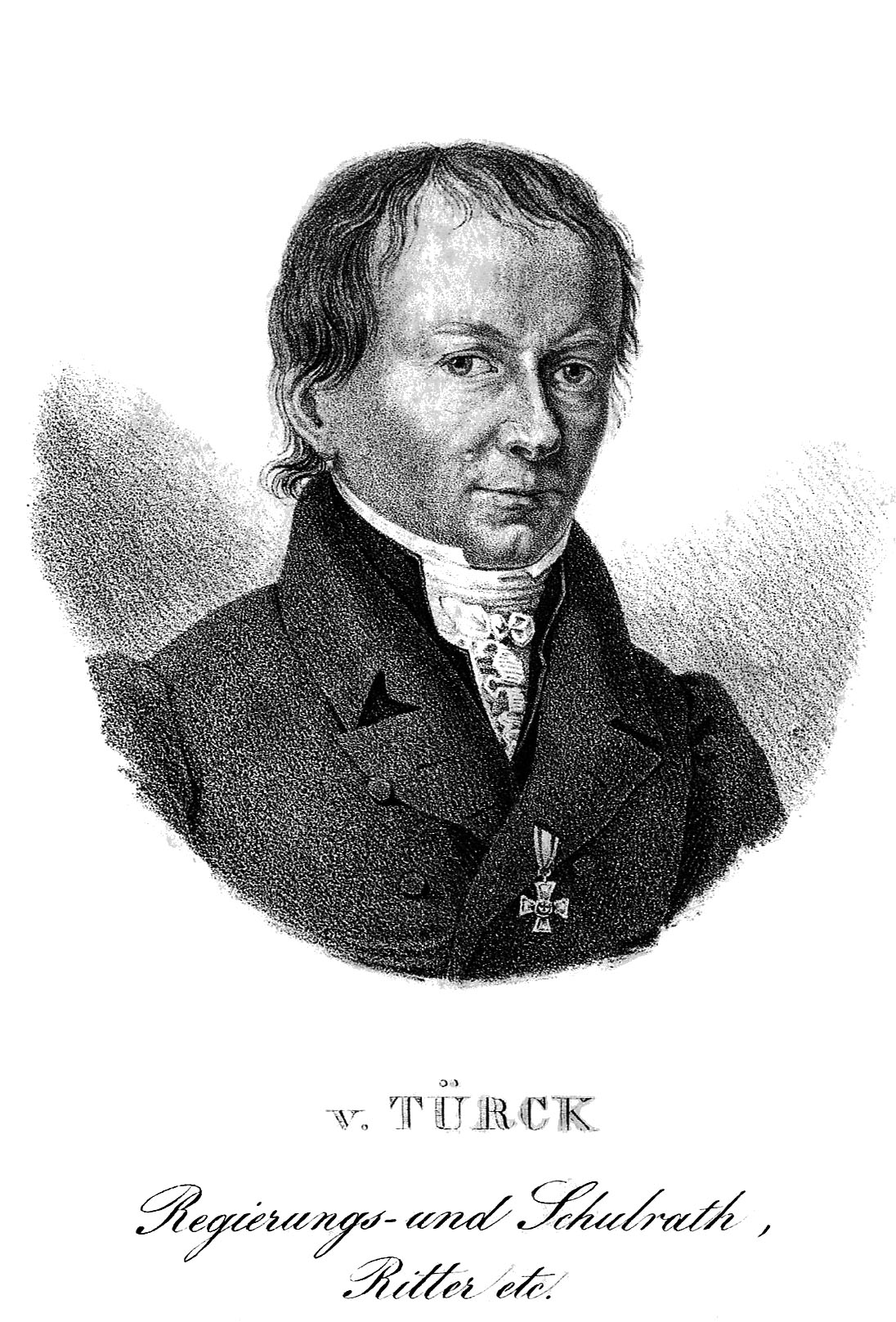
Wilhelm von Türk

Nach der Rückkehr in das Herzogtum Mecklenburg-Strelitz Ende 1804 fiel es Türk schwer, sich wieder an das Leben und die Verpflichtungen am Hofe zu gewöhnen. Türks Absicht verdichtete sich, Neustrelitz zu verlassen. Im Oktober 1804 erfuhr er, dass er bei den Beförderungen am Neustrelitzer Hof übergangen worden war. Später von 1808 bis 1810 hatte Türk mit Fröbel an Pestalozzis Institut in Yverdon gewirkt.

### Wechsel nach Oldenburg
Ende 1805 entschied sich Türk für eine Tätigkeit in Oldenburg. Ausschlaggebend dafür war außerdem die im Sommer 1805 erfolgte Bekanntschaft zu Wilhelmine Amalie von Buch, seiner späteren Ehefrau. Sie war die Tochter des preußischen Geheimrats Adolf Friedrich von Buch aus Stolpe und dessen Gemahlin Charlotte Philippine, geb. von Arnim. Wilhelmines Bruder war der Geologe, Naturforscher und Freund Alexander von Humboldts Leopold von Buch. Das Paar verlobte sich, jedoch war klar, dass die Verpflichtungen am Neustrelitzer Hof – es wurde erwartet, dass Türk jeden Abend stundenlang am Hof Karten spielen sollte – keine Basis für ein Ehe- und Familienleben nach ihren Vorstellungen bildeten. 1805 schied Türk daher aus dem Dienst des Herzogs von Mecklenburg-Strelitz aus und zog nach Oldenburg, wo er Anfang 1806 zum Justiz- und Konsistorialrat ernannt wurde. Im gleichen Jahr heiratete er Wilhelmine. Mit ihr hatte er zwei Töchter (eine Tochter starb kurz nach der Geburt) und zwei Söhne. Bereits Ende 1805 hatte Türk nach dem Vorbild Pestalozzis eine eigene, private Lehranstalt gegründet, die von der oldenburgischen Bürgerschicht guten Zuspruch erhielt und dazu auch zur Lehrerausbildung über Oldenburg hinaus genutzt wurde. Durch seine praktischen Versuche war Türk für die Verbreitung der Pestalozzischen Methode in Norddeutschland bahnbrechend.
1806 wurde Türk in die Literarische Gesellschaft Oldenburgs aufgenommen.

### Wechsel in die Schweiz
Mit seiner erfolgreichen Privatschule geriet Türk zunehmend gegenüber den Lehrern anderer, herkömmlicher Schulen in Bedrängnis. Die Konfrontationen spiegelten sich auch im Oldenburgischen Konsistorium wider, das mit der Entwicklung des Schulwesens im Herzogtum Oldenburg befasst war. Der Generalsuperintendent Anton Georg Hollmann hatte prinzipielle Vorbehalte gegenüber den Anliegen Pestalozzis und Türks. Es gelang Türk nicht, eine Mehrheit für die Anwendung der Pestalozzischen Methode in den Unterrichtsanstalten des Herzogtums im Konsistorium zu finden. Auch der einflussreiche Kanzleirat Christian Ludwig Runde zählte zu seinen Gegnern. Im November 1806 war Oldenburg von den Franzosen besetzt. Da Türk sich auch in der Öffentlichkeit eindeutig gegen die Fremdherrschaft ausgesprochen hatte, wuchs die Gefahr, in der sich Türk befand. Deshalb entschied sich Türk 1808 für ein Angebot Pestalozzis, an seinem 1805 eröffneten Institut in der Schweiz zu unterrichten, und er siedelte nach Yverdon-les-Bains über. Bereits 1811 verließ er Pestalozzis Institut wieder und gründete in Vevey erneut eine eigene Schule.
Laut seines Biografen Wolfgang Rocksch wurde Türks bedeutende Leistung, die Pestalozzische Methode bei Lehrern im deutschen Sprachraum bekannt zu machen, vor allem durch seine Veröffentlichungen realisiert. In den Jahren 1811–1818 veröffentlichte Türk verschiedene didaktische Werke, die auf seinen Unterrichtserfahrungen in der Schweiz basierten. In seinen Unterrichtspraktiken nutzte er weiterhin didaktische Grundsätze klassischer Pädagogen wie Johann Amos Comenius, August Hermann Francke, Jean-Jacques Rousseau, Friedrich Eberhard von Rochow. In Vevey besuchten ihn u. a. Leopold von Buch, Carl Ritter, Frédéric-César de La Harpe und Caroline von Humboldt, die Ehefrau von Wilhelm von Humboldt, zusammen mit drei ihrer Töchter. Ihr Sohn Hermann, geboren 1809, lebte von 1816 bis 1822 als Zögling in der Familie Türk. Bei dem Stichwort „Familie“ sei bemerkt, dass sich hierzu nur wenige Bezüge in den Schriften Wilhelm von Türks finden. Er hatte seiner Frau Wilhelmine versprochen, seine dienstlichen Aufgaben strikt von der privaten Sphäre zu trennen. Aber der Stammbaum ist bekannt: Nur der Sohn Adolph von Türk setzte ihn mit seiner Frau Maria Therese durch ihre sechs Kinder nach oben fort.

### Rückkehr nach Deutschland und Tätigkeit im preußischen Staatsdienst
Der Ausgang der Völkerschlacht bei Leipzig im Oktober 1813 und die sich abzeichnende Niederlage Napoleons machten auf Türk einen starken Eindruck. Rückblickend schrieb er in seiner Autobiografie: „Jetzt hatte für Deutschland die Stunde der Befreiung geschlagen und – wie ich hoffte – die Stunde der Wiedergeburt.“ Türk, der mit einigen Preußischen Reformern in Kontakt stand, befürwortete wie auch andere führende deutsche Erzieher dieser Zeit, wie etwa Johann Gottlieb Fichte, das Einbringen von Pestalozzis Ideen in den Reformprozess des preußischen Erziehungswesens. Dieser und viele andere sahen in Pestalozzis Wirken den Anfang einer Erneuerung der Menschheit.
Schon unter Wilhelm von Humboldt, ab 1808 Leiter der Sektion des Cultus und des öffentlichen Unterrichts im preußischen Innenministerium, wurde die Schulreform unter Berücksichtigung von Pestalozzis Ideen in Angriff genommen. Für die Bearbeitung der Unterrichtsangelegenheiten standen ihm Georg Heinrich Ludwig Nicolovius und Johann Wilhelm Süvern zur Seite.
Türk wusste von dem Interesse in Preußen für die Methoden Pestalozzis, und er bemühte sich in der Folge, zwischen Pestalozzi und den preußischen Reformern als Vermittler zu wirken. Anfang 1814 bot Türk in einem Schreiben an den preußischen Staatskanzler Heinrich Friedrich Karl vom und zum Stein seine Mitarbeit im preußischen Staatsdienst an, was offenbar von Humboldt unterstützt wurde.
Folgerichtig wurde Türk im Mai 1815 als Regierungs- und Schulrat nach Frankfurt (Oder) berufen. Auf seiner Rückreise aus der Schweiz kam es in Buchen zu einem überraschenden Zusammentreffen Türks mit Johann Wolfgang von Goethe in einer Postkutsche. Goethe und Türk, so überlieferte es Sulpiz Boisserée, ein Mitreisender Goethes, in seinen Tagebuchnotizen vom 8. Oktober 1815 besprachen Erziehungsfragen. Türk reiste weiter nach Berlin, wo er zu Gesprächen mit Friedrich von Schuckmann, Nicolovius und Süvern empfangen wurde. Im Dezember 1815 trat Türk in sein neues Amt ein. Er bemühte sich von Anfang an besonders um einen engen Kontakt zu den Pädagogen an den Schulen und zu den lokalen Schulverwaltungen. Um sich gründlicher über die Schulsituation auch in den entfernteren Gebieten zu informieren, unternahm er 1816 eine mehrwöchige Inspektionsreise durch den Regierungsbezirk. Türk besuchte Elementar- und Höhere Schulen, Waisenhäuser und Lehrerausbildungsstätten, hospitierte im Unterricht und suchte das Gespräch mit den Lehrern und Erziehern, den Direktoren und den Vertretern der Schulbehörden.

### Wechsel nach Potsdam
Anfang 1817 ging er in gleicher Stellung nach Potsdam. Auch im Potsdamer Regierungsbezirk reiste Türk viel, um sich ein Bild von der Situation zu machen. Er besuchte mehrfach die „Schule für Vagabundenkinder“ in Strausberg, deren Eltern eine Haftstrafe zu verbüßen hatten, und die Berliner Anstalten zur Erziehung sittlich verwahrloster Kinder. Er förderte gemeinsame Initiativen mit dem Magistrat und den Stadtverordneten in Jüterbog zur Errichtung einer Höheren Bürgerschule und initiierte Schulneugründungen und andere Aktivitäten in Brandenburg/Havel, Prenzlau, Wriezen, Schwedt, Eberswalde, Zehdenick sowie in vielen Landgemeinden. Alle Kinder sollten in der Elementarschule, der Türks besondere Aufmerksamkeit galt, eine grundlegende Allgemeinbildung erhalten und zu selbstständigen, verantwortungsbewussten Persönlichkeiten erzogen werden. Türk bemühte sich, die allgemeine Schulpflicht, die in Preußen schon seit 1717 gesetzlich vorgeschrieben war, auch in der Praxis konsequent durchzusetzen. 1817 eröffnete Türk das Königliche Schullehrerseminar in Potsdam. Es entwickelte sich unter seinem unmittelbaren Einfluss zu einer neuen Art eines Volksschullehrerseminars in Preußen, eine vorbildliche Lehrerausbildungsstätte. 1822 entstand auf Türks Initiative eine Baugewerkschule. Weiterhin propagierte Türk die Ideen Pestalozzis. Er hielt Vorträge, organisierte Veranstaltungen und Kurse zur Weiterbildung der Lehrer, verfasste Schulbücher und pädagogische Schriften. 1825 gab er den Kinderfreund von Friedrich Eberhard von Rochow in einer Neubearbeitung heraus.

### Ausscheiden aus dem Staatsdienst
Türk geriet schließlich als vehementer Vertreter der preußischen Reformbewegung zunehmend unter Druck, da seine Auffassungen zur Restaurationszeit von offizieller Seite für einen preußischen Staatsbeamten als unpassend empfunden wurden. Er war „ein weißer Rabe unter den königlich-preußischen Regierungsräten“, wurde als „Demagoge“ verunglimpft und der preußische Behördenapparat, nach dem Wiener Kongress an den Karlsbader Beschlüssen immer mehr von den Kräften der Restauration geprägt, demontierte zunehmend die Errungenschaften Türks. Als Türk 1831 an Cholera erkrankte und zwei Monate lang arbeitsunfähig war, entschloss er sich, seine Entlassung aus dem Staatsdienst zu beantragen. Ausschlaggebend war offensichtlich die Überlegung, dass er seinen pädagogischen, sozialen und wirtschaftlichen Anliegen sowie seinen gemeinnützigen Tätigkeiten außerhalb des Staatsdienstes besser gerecht werden konnte. Die Pensionierung erfolgte 1833.
Weiterhin war er auch als Autor tätig und verfasste Schriften und Bücher, in denen er seine pädagogischen Grundpositionen und seine Erfahrungen zu Erziehung und Bildung zusammenfasste. Ein weiteres Hauptthema seines Werkes war seine Auffassung, dass mit Hilfe der Erziehung die Schranken der sozialen Klassen überwunden werden sollten. So schrieb er: „Wir haben keine indischen Kasten – der Sohn des Ackermanns muß nicht nothwendig ein Ackermann werden. Hat die Natur ihn mit vorzüglichen Gaben ausgestattet, so steht ihm bei uns der Weg zu jedem Berufe, zu jeder Ehrenstelle offen“. Außerdem schrieb er zu seinen sozialen Anliegen und rief zur Gründung von Institutionen und Vereinen zur Unterstützung sozial Schwacher auf. Türks Leitwort war „Lasset uns Gutes thun und nicht müde werden!“ (Galater 6,9 ).

### Soziales Werk
Das Elend, die „Finsternis der Armut“ und die grausamen Zustände der Armen-, Arbeits- und Waisenhäuser, die das Los der ärmeren Schichten der Gesellschaft dieser Zeit prägten, sind heute kaum vorstellbar. Diese Verhältnisse, auch in Brandenburg, bildeten den Kontext für Türks soziales Engagement. Neben seinem pädagogischen Wirken machte sich Türk als Gründer von Fürsorgeeinrichtungen einen Namen und hatte bereits in der Zeit seiner Tätigkeit als Regierungs- und Schulrat ein umfangreiches soziales Wirkungsfeld außerhalb seiner dienstlichen Verpflichtungen entwickelt. Er unterstützte und initiierte verschiedene soziale und pädagogische Einrichtungen – die Türk als seine „Pflegekinder“ bezeichnete –, darunter unter anderem die Schullehrer-Witwenkasse in Sorau (1817), einen Turnplatz am Brauhausberg und die Schwimmanstalt an der Havel in Potsdam (1818), die Friedens-Gesellschaft zur Unterstützung begabter, mittelloser junger Männer, die sich dem Studium oder der Kunst widmeten (1818; Freiherr von Hardenberg und Wilhelm von Humboldt wurden Mitglieder der Gesellschaft), das Civil-Waisenhaus in Potsdam (1822) sowie die Waisenanstalt in Klein Glienicke (zuerst im Jagdschloss Glienicke) (1827–1833) und den Wohltätigkeitsverein, eine Suppenverteilungs-Anstalt (1831).
Bereits 1829 hatte Türk eine Kinderbewahranstalt für Kinder von ein bis vier Jahren gegründet, mit der er der progressiven Traditionslinie der Kleinkinderschulen Johann Friedrich Oberlins Ende des 18. Jahrhunderts bis zu den Kindergärten Friedrich Fröbels Mitte des 19. Jahrhunderts folgte. Diese „Pflege-Anstalt“, wie sie offiziell hieß, wurde im Torschreiberhaus des Neustädter Tores in Potsdam eingerichtet. Dazu gehörte sogar schon ein Garten. An der Entstehung der Anstalt und Betreuung der Kinder wirkten namhafte Frauen aus dem Freundeskreis Türks mit, wie Adelheid von Bassewitz. Auch Wilhelmine von Türk hat hier einen hervorragenden Anteil am Erfolg. Die Einrichtung war bis mindestens in die 1930er Jahre in Betrieb, vermutlich bis zur Zerstörung des Neustädter Tores beim Luftangriff auf Potsdam am 14. April 1945. 1840 gründete Türk das Elisabethstift, eine Mädchenanstalt. Königin Elisabeth übernahm das Protektorat der Stiftung. Sie interessierte sich bereits als Kronprinzessin für Türks Erziehungsmethoden und hospitierte mehrfach in seinem Unterricht.

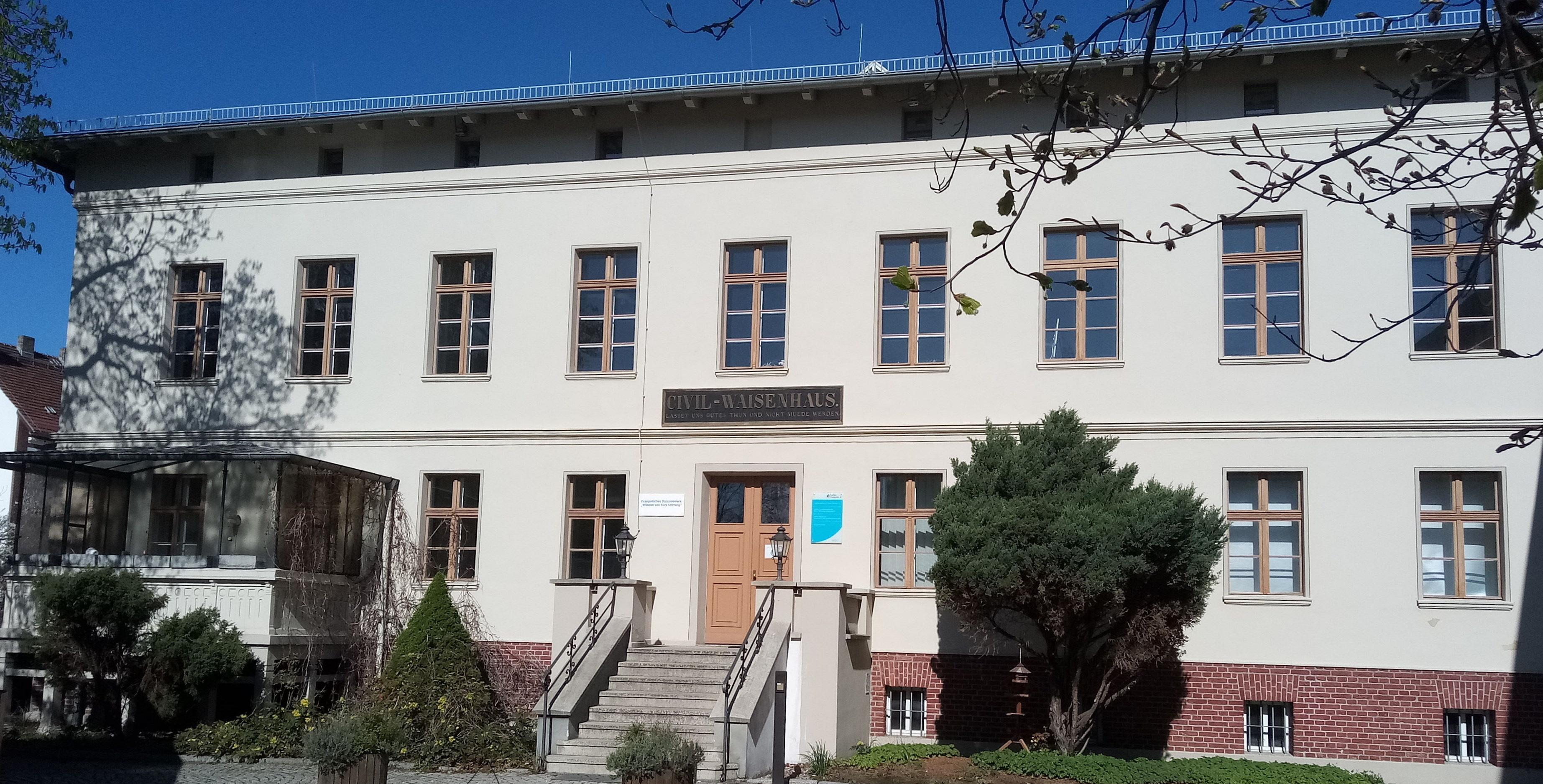
Civil-Waisenhaus der Wilhelm-von-Türk-Stiftung

Die zwei von Türk gegründeten Waisenanstalten, die seinen Ruf als „Potsdamer Pestalozzi“ untermauerten, verdienen besondere Aufmerksamkeit. Die Gründung des Civil-Waisenhauses wurde dadurch ausgelöst, dass Türk Kindern begegnete, die in Schwierigkeiten geraten waren und denen er aus ihrem Elend helfen wollte. Türks Vorschlag, eine Stiftung für eine Waisenanstalt zu gründen, wurde von vielen Freunden und Bekannten unterstützt. An der Gründungsversammlung am 22. Juni 1822 nahmen unter anderen Regierungspräsident von Bassewitz, Regierungsdirektor Gustav von Brenn, Bischof Rulemann Friedrich Eylert, Professor Friedrich Schleiermacher, Seminardirektor Karl Friedrich Klöden und der Buchhändler Carl Christian Horvath teil. Die Anwesenden wählten das ehrenamtliche Verwaltungsgremium und beschlossen die Statuten, die König Friedrich Wilhelm III. 1825 bestätigte. Schleiermacher war für die „wissenschaftlichen Gegenstände“ und Karl Friedrich Klöden für die Erziehungsfragen verantwortlich. Das Civil-Waisenhaus bildete das Pendant zu dem 1724 eröffneten Potsdamer Militär-Waisenhaus für Soldatenkinder. Es sollte vor allem vaterlose Kinder von Staats- und Kommunalbeamten, Ärzten, Apothekern und Künstlern aus dem Potsdamer Regierungsbezirk und aus Berlin aufnehmen. Die ersten Zöglinge wurden in das Haus Berliner Straße 4 aufgenommen. 1844 siedelte das Civil-Waisenhaus in die Neue Königstraße 122 (heute: Berliner Straße 148) um. 1862 wurde ein neues Gebäude an gleicher Stelle errichtet. Nach dem Zweiten Weltkrieg diente das Haus vor allem kirchlichen Ausbildungseinrichtungen. 1978 wurde der Name der Wilhelm-von-Türk-Stiftung übernommen, die nach dem Tode Türks entstanden war. Das Gebäude des Civil-Waisenhauses ist seit 1992 Sitz des Landesausschusses der Inneren Mission und der ihm angeschlossenen Dienste. Der besondere Anziehungspunkt im Speisesaal ist immer noch das oben gezeigte Ölgemälde von August Remy.
Im Jahr 1828 entwarf Türk einen Plan zur Gründung der Waisen-Versorgungs-Anstalt zu Klein-Glienecke, das „Türksche Waisenhaus“ genannt, und sandte ihn an den preußischen Kultusminister Karl von Altenstein. Dieser begegnete dem Anliegen Türks, der ihn um finanzielle Unterstützung bat, mit starken Bedenken. Selbst Türks Freund Bassewitz äußerte zunächst ebenfalls Vorbehalte wegen der Finanzierbarkeit der Anstalt. Altenstein wurde erst entgegenkommender, als Türk nachwies, dass die geplante Anstalt im Wesentlichen durch private Mittel errichtet und erhalten werden konnte. Ein gutes Zeichen war es für Türk, als am Weihnachtsabend 1828 Alexander von Humboldt Mitglied der neuen Stiftung wurde, indem er den ersten Kapitalbetrag von 30 Thalern spendete. Im Dezember 1832 fand die erste Hauptversammlung des Stiftungsvereins statt. Sie beschloss die Statuten und stimmte dem Kauf des Jagdschlosses für die Stiftung zu. 1834 übernahm der Kronprinz und spätere König Friedrich Wilhelm IV. auf Bitten Türks die Schirmherrschaft. Die erste Zöglingsstelle finanzierte Türk selbst. Nach 1833 zählten Bassewitz, der Kronprinz, sein Bruder Prinz Carl und auch, nach seiner persönlichen Begegnung mit Türk im Jahre 1837, König Friedrich Wilhelm III. zu den Spendern. Nach dem Tode Türks kaufte Prinz Carl Mitte der 1850er Jahre das Jagdschloss. Für die Zöglinge der Türkschen Waisenanstalt ließ er unmittelbar neben dem Gelände des Jagdschlosses ein neues Gebäude von Ferdinand von Arnim errichten (heute Wilhelm-Leuschner-Straße 9/10). Die Waisenversorgungsanstalt wurde 1949 aufgelöst.
In seinen pädagogischen und sozialen Anliegen versuchte Türk auch, praktische, wirtschaftliche Aspekte zu berücksichtigen. So förderte Türk eifrig den unter dem Großen Kurfürsten begonnenen Seidenbau als Möglichkeit einerseits zur Verbesserung der Lebensverhältnisse der Landschullehrer, und andererseits als Gegenstand des lebens- und praxisverbundenen Elementarschulunterrichts. Zum Erlernen der damals fortschrittlichsten Praktiken des Seidenbaus reiste Türk 1827 nach Italien, um sich mit anerkannten Experten des Fachgebiets zu treffen. Türks Ende der 1820er Jahre erworbene Besitzung Türkshof (auch Gut Türkshof; das Wohnhaus befand sich auf dem Gelände der heutigen Karl-Marx-Straße (früher: Kaiser-Straße) mit den Hausnummern 27–29) in Klein Glienicke wurde zu einem Zentrum des Seidenbaus und zu einer Modell- und Experimentiereinrichtung. Auch zu diesem Thema verfasste Türk zahlreiche Schriften, darunter 1829 das dreiteilige Werk Vollständige Anleitung zur zweckmäßigen Behandlung des Seidenbaus und des Haspelns der Seide sowie zur Erziehung und Behandlung der Maulbeerbäume nach den neuesten Erfahrungen und Beobachtungen.

### Türks Verhältnis zum preußischen Königshaus
Als Türk 1815 in den preußischen Staatsdienst eintrat, wurde er vom preußischen König Friedrich Wilhelm III. zunächst übersehen und von der konservativen Beamtenschaft beargwöhnt. In der Folge veranlasste Bischof Rulemann Friedrich Eylert den König allerdings zur Korrektur seiner Haltung gegenüber Türk. 1823 verlieh der König Türk sogar den Roten Adlerorden 3. Klasse. Im Oktober 1837 traf der König Türk zum ersten Mal, und nachdem Türk ihm seine Schrift über die Waisen-Versorgungs-Anstalt in Klein Glienicke zugesandt hatte, stiftete der König einen „Zöglingsplatz“ in Türks Waisenanstalt und leistete fortan einen Jahresbetrag von 300 Thalern. Es kam häufiger zu Begegnungen von Angehörigen der Königlichen Familie mit Türk. Die Waisenanstalt lag in der Nähe von Schloss Glienicke, das von den Hohenzollern bewohnt wurde. Königin Elisabeth interessierte sich für Türks Erziehungsmethoden und hospitierte mehrfach in seinem Unterricht. Prinzessin Augusta, die spätere Königin und Kaiserin, lud Türk wiederholt auf Schloss Babelsberg ein, um seine Ansichten zu Erziehungs- und Unterrichtsfragen kennenzulernen, und auch sie hospitierte wiederholt während seines Unterrichts in der Waisenanstalt. Auch ihr Sohn, der spätere Kaiser Friedrich III., besuchte Türk. Nach Arthur Lutze war Türks Haus das einzige Privathaus, das der Prinz besuchen durfte. Im Alter von acht Jahren bedankte sich der Prinz bei Türk in einem Schreiben vom Januar 1839, auf Französisch verfasst, für Mineralien, die Türk ihm aus seiner Sammlung geschenkt hatte.

### Wahrnehmung Türks unter amerikanischen Pädagogen im 19.Jahrhundert
Türks Ruf in Preußen und anderen deutschsprachigen Ländern zog die Aufmerksamkeit amerikanischer Pädagogen, die das preußische Bildungssystem des frühen 19. Jahrhunderts als besonders fortschrittlich betrachteten, auf sich. Unter anderem bezog sich Alexander Dallas Bache, ein Urenkel Benjamin Franklins, in einem weitverbreiteten Bericht über seinen Besuch in Europa  – einschließlich Preußens – von 1836 bis 1838 auf Türks Werke und Projekte. Bache schrieb über Türks „aufgeklärte Wohltätigkeit“ und beobachtete bei seinem Besuch in der von Türk in Klein Glienicke gegründeten und geführten Waisenanstalt die leidenschaftliche Zuneigung und Hingabe an den Lehrerberuf, „wie sie häufiger in Preußen gefunden werden als in irgendeinem anderen Land, auf das sich meine Studien erstreckten.“ Türk erwähnte Baches Besuch in Über die Vorsorge für Waisen, Arme und Nothleidende. Horace Mann, einer der führenden Pädagogen seiner Zeit in den Vereinigten Staaten, besuchte Türk 1843 auf einer ausgedehnten Reise durch Europa. Mann schrieb einen lobenden Bericht über den „Ehrwürdigen von Türk“, wie Mann ihn nannte. Dieser Bericht erschien in The Common School Journal, der einflussreichsten pädagogischen Zeitschrift der Zeit in den Vereinigten Staaten, die von Mann herausgegeben wurde. In diesem Bericht beschrieb Mann Türks Verständnis von sozialer Gerechtigkeit:

„[I]m Laufe [Türks] […] Zeit [als Richter] wurden so viele strafrechtliche Fälle zur Aburteilung vor ihn gebracht, deren einziger Grund und Ursache so ganz offenkundig in der frühen Vernachlässigung in der Erziehung des Übeltäters lag, dass das edle Herz des Richters es nicht länger ertragen konnte, die Häftlinge zu verurteilen; denn er betrachtete sie als Menschen, die man fast, ohne Paradox, ‚schuldlose Straftäter‘ nennen könnte. […] [Türk erkannte immer mehr] die große und heilige Wahrheit, nämlich, wieviel ehrenvoller der Beruf des Lehrers, der vor Verbrechen und Unrecht bewahrt, wirklich ist, als der des Magistrats, der wartet, bis sie begangen worden sind und sie dann ahndet.“

Henry Barnard, Herausgeber des American Journal of Education und einer der einflussreichsten amerikanischen Pädagogen des späten 19. Jahrhunderts, schrieb und veröffentlichte ausführlich über Pestalozzi und seine Anhänger, einschließlich Türk. Eine von Barnards Veröffentlichungen skizzierte das Leben Türks und beschrieb die Bedeutung Türks pädagogischer Werke, seinen Erfolg in der Verbreitung der Pestalozzi Lehre und die von Türk gegründeten wohltätigen Einrichtungen.

### Letzte Lebensjahre

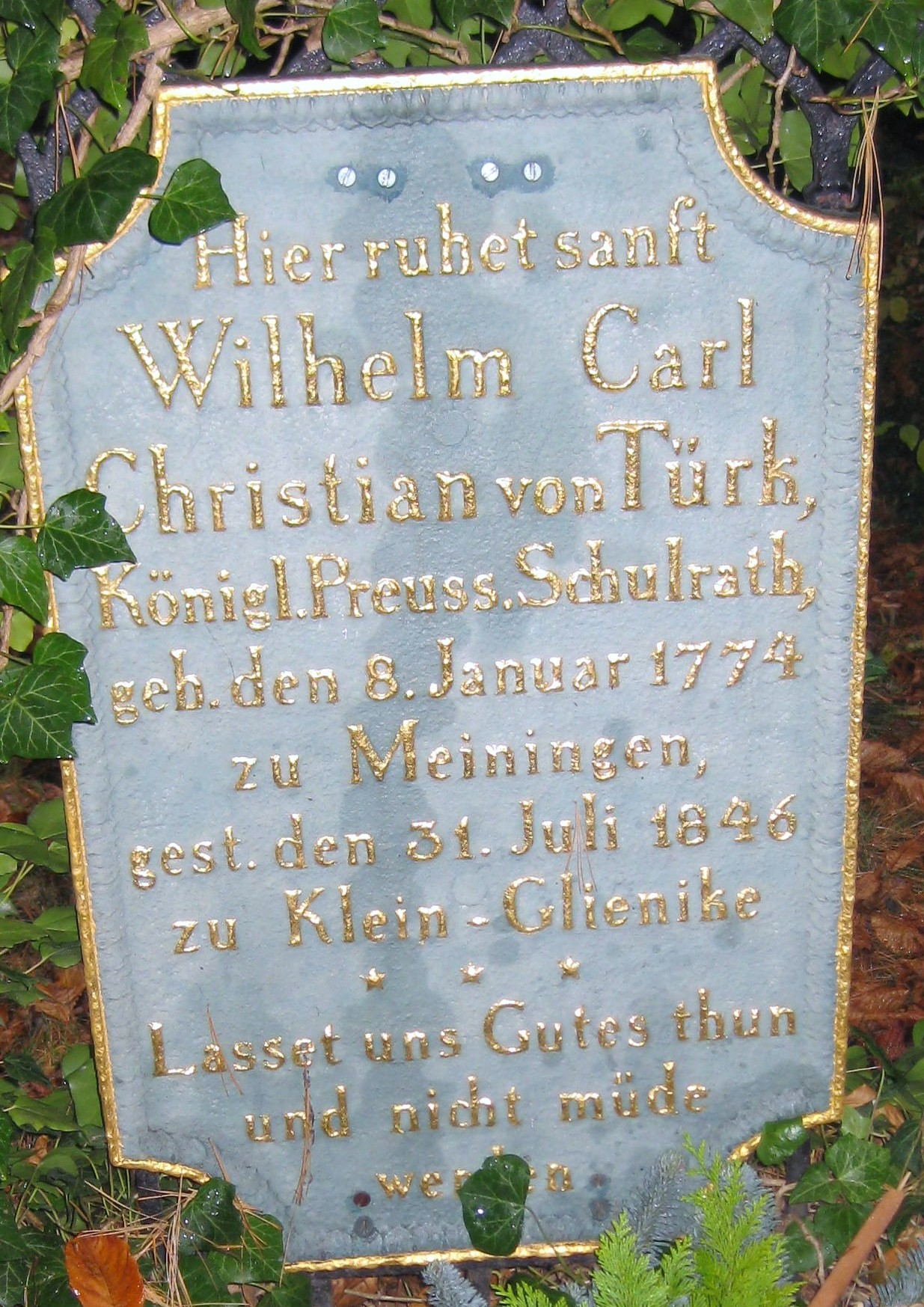
Grabplatte des Wilhelm von Türk auf dem Friedhof Klein Glienicke.
„Lasset uns Gutes thun und nicht müde werden“ –

In seinen letzten Lebensjahren war Türk dann insbesondere mit autobiografischen Arbeiten beschäftigt. Auf Anregung Adolph Diesterwegs schrieb Türk die kürzere autobiografische Skizze des pädagogischen Lebens und Wirkens des Herrn von Türk (von ihm selbst verfaßt), die 1845 in Diesterwegs Zeitschrift Rheinische Blätter für Erziehung und Unterricht veröffentlicht wurde. Sein Werk Leben und Wirken des Regierungs- und Schulrats Wilhelm von Türk von ihm selbst niedergeschrieben als ein Vermächtnis an die von ihm gegründeten Waisenhäuser veröffentlichten seine Kinder allerdings erst 1859. Das Türksche Anwesen umfasste nahezu den gesamten Bereich der späteren Villenkolonie Neubabelsberg.
Um Ostern 1846 verletzte sich Türk am Fuß, maß aber dieser Verletzung keinerlei Bedeutung zu. Es ist zu vermuten, dass es sich bei der Todesursache höchstwahrscheinlich um eine Blutvergiftung handelte. Im Alter von 72 Jahren starb Wilhelm von Türk am 31. Juli in Klein-Glienicke. Der Hofprediger Grisson gestaltete die Beerdigung. Sein Grab befindet sich auf dem Friedhof in Klein Glienicke.

## Bedeutung
In der Mark Brandenburg war Wilhelm von Türk unter den Ehrennamen „Vater der Armen und Waisen“, „Potsdamer Pestalozzi“ oder „Edler von Türk“ in allen Schichten der Bevölkerung bekannt und geachtet. Er stand in der Tradition der Preußischen Reformer, die eine grundlegende Verbesserung der Gesellschaft, vor allem durch die Verbesserung der Volksbildung, anstrebten. Zu seinem Freundeskreis zählten herausragende Persönlichkeiten des Geisteslebens, wie die Brüder Wilhelm und Alexander von Humboldt sowie Friedrich Schleiermacher und Carl Ritter. Als Schüler, Freund und Mitstreiter Johann Heinrich Pestalozzis hatte er weiterhin vielfältige Verbindungen zu Staatsmännern seiner Zeit. 1839 verlieh die Stadt Potsdam Türk die Ehrenbürgerwürde. Anlässlich der Verleihung malte Professor Remy das oben gezeigte Porträt Türks in Lebensgröße.
Zur Pestalozzi-Ehrung im Januar 1845 schrieb Adolph Diesterweg: „Der einzige Gast, den wir einladen, soll der Mann sein, der sich um die Verbreitung des Pestalozzischen Geistes […] besonders verdient gemacht hat, der Regierungsrat von Türk, der bekannte Schul-, Lehrer- und Menschenfreund“.
In Potsdam trägt seit dem 12. Januar 2000 auch eine Schule „mit den sonderpädagogischen Förderschwerpunkten ‚Hören‘ und ‚Sprache‘“ Türks Namen. Die Namensgebung wurde im Rahmen einer Festveranstaltung von Potsdams damaligem Oberbürgermeister Matthias Platzeck vorgenommen. Zuvor hatte die Wilhelm-von-Türk-Stiftung mit den Nachfahren Türks bereits frühzeitig diese Namensgebung initiiert. Aus diesem Anlass erfolgte auch die Schenkung des abgebildeten Ölgemäldes von Anton Zeller aus Privatbesitz eines Nachfahren an die Schule.
In seinem Geleitwort zu der 2002 erschienenen, von Wolfgang Rocksch verfassten, Biografie Türks hob Matthias Platzeck hervor, „dass Türks Auffassungen von Volksbildung heute ebenso aktuell sind wie im 19. Jahrhundert und dass sie in ihrer Modernität noch in die Zukunft weisen. Ging es ihm doch um eine Volksbildung als Mittel zur Verbesserung der Gesellschaft im besten Sinne. Um ein einheitliches Schulwesen, das allen Kindern eine grundlegende Ausbildung auf hohem Niveau für das Leben mitgeben sollte und um eine enge Verbindung von Bildung, Erziehung und sozialer Gerechtigkeit.“

Die Restaurierung des o. g. Remy-Gemäldes und der Grabplatten der Familie Türk wurden von deren Nachfahren finanziert. Das alles wurde aber erst durch den Fall der Mauer 1989 möglich. Menschen aus Ost und West konnten sich endlich persönlich begegnen. Das erste Türk-Treffen erfolgte anlässlich der Gedenkfeier zum 150. Todestag Türks am 31. Juli 1996 in Klein Glienicke. Regelmäßige Treffen mit mehr als 50 Teilnehmern folgten. Die Nachfahren Türks sind bis heute im Sinne ihres Ahnherrn aktiv. Anlässlich dessen 250. Geburtstags am 8. Januar 2024 fand eine Gedenkfeier am Grab und in der Kapelle Klein Glienicke statt. Am 26. April 2024 schloss sich ein weiteres Jubiläum an: Die 185. Wiederkehr der Verleihung der Ehrenbürgerschaft der Stadt Potsdam an Wilhelm von Türk. Die Stadt lud zu einer Festveranstaltung in das „Haus der Brandenburgisch - Preußischen Geschichte“ ein. Pete Heuer (Vors. Stadtverordnetenversammlung Potsdam) hielt die Festansprache. Prof. Frank Tosch (Universität Potsdam) würdigte die Lebensleistung, und Philipp von Türk berichtete über seine Forschungen zur Wahrnehmung Türks unter amerikanischen Pädagogen (siehe Abschnitt). Die Direktorin der Wilhelm-von-Türk-Schule stellte u. a. ein Projekt vor.

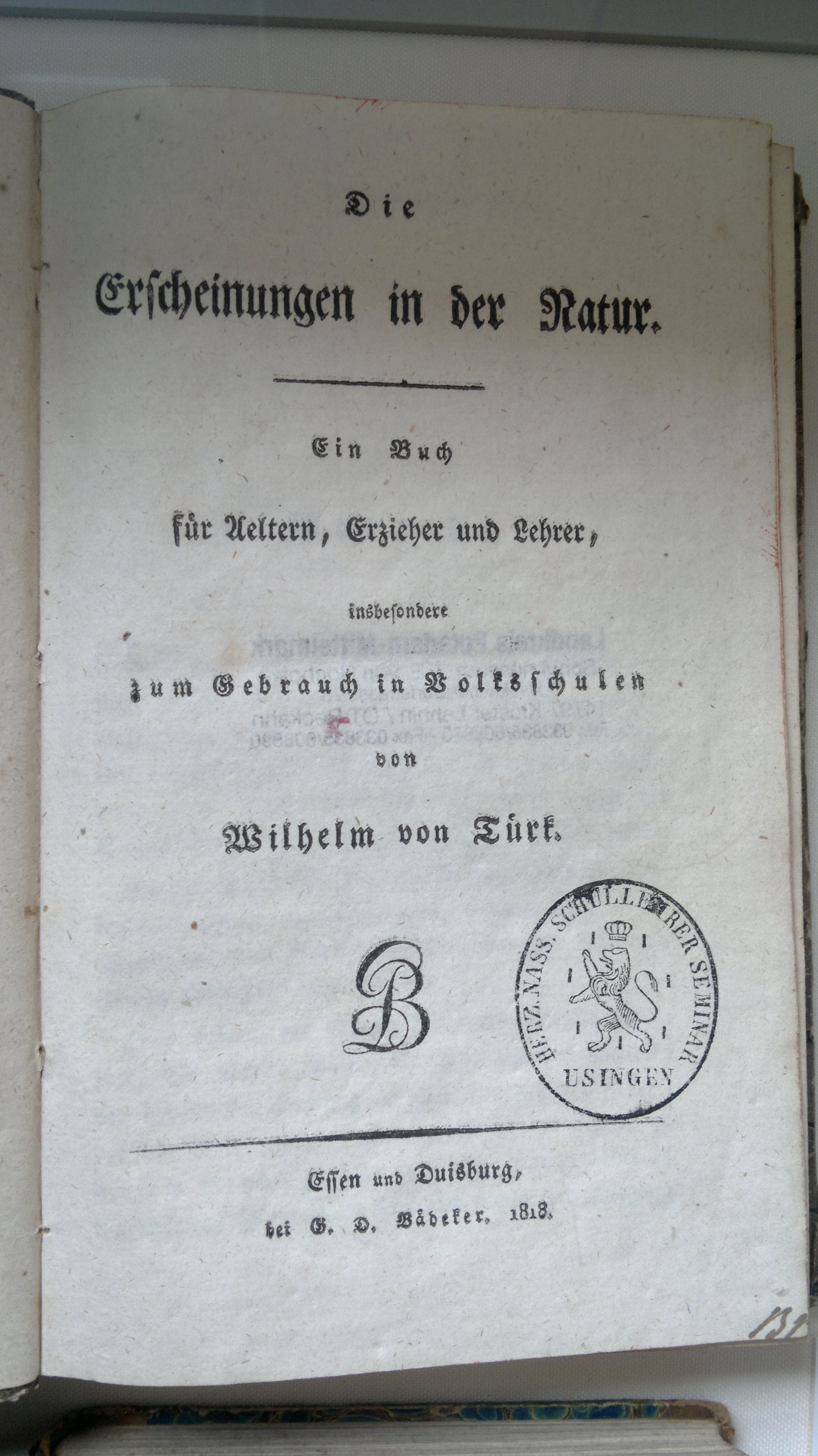
Lehrbuch für den Unterricht im Schulmuseum Reckahn

Ein abschließender Bezug auf die Gegenwart: Türks bevorzugter Arbeitsplatz war nicht die Amtsstube, sondern die Schule. Im Schulmuseum Reckahn kann man einen Eindruck über die zu Beginn des 19. Jahrhunderts auf dem Lande entstandenen Einrichtungen gewinnen. Diesen Bau ließ Friedrich von Rochow errichten. Nach dessen Tod hatten u. a. die Schriften Wilhelm von Türks einen wichtigen Anteil an der Fortführung der Rochowschen Pädagogik. Ein Teil dieser Werke sind im Museum ausgestellt. Es ist von Berlin/Klein-Glienicke rund 60 km entfernt.

## Werke
Einige der folgenden Werke sind in digitaler Form unter den aufgeführten Weblinks verfügbar. Die mit einem Sternchen (*) gekennzeichneten Werke sind aber gleichwohl in digitaler Form (z. B. über Google Books) verfügbar.
- Über zweckmäßige Einrichtung der öffentlichen Schul- und Unterrichtsanstalten als eines der würksamsten Beförderungsmittel einer wesentlichen Verbesserung der niederen Volksklassen mit vorzüglicher Rücksicht auf Meklenburg. Neu-Strelitz 1804. (*)
- Beitrage zur Kenntnis einiger deutscher Elementarschulanstalten, namentlich der zu Dessau, Leipzig, Heidelberg, Frankfurt am Main und Berlin. Leipzig 1806. (*)
- Briefe aus München-Buchsee über Pestalozzi und seine Elementarbildungsmethode. Leipzig 1806. Band 1(*) und 2.
- Die sinnlichen Wahrnehmungen als Grundlage des Unterrichts in der Muttersprache: ein Handbuch für Mütter und Lehrer. Steiner’schen Buchhandlung, Winterthur 1811. (*)
- Leitfaden zur zweckmäßigen Behandlung des Unterrichts im Rechnen für Land-Schulen und für die Elementar-Schulen in den Städten. Berlin 1816.
- Leitfaden für den Unterricht in der Formen- und Größen-lehre. Berlin 1817. (*)
- Die Erscheinungen in der Natur. Ein Buch für Aeltern, Erzieher und Lehrer, insbesondere zum Gebrauch in Volksschulen. Essen, Duisburg 1818.
- Der neue Kinderfreund. Ein Lesebuch zum Gebrauch in Land- und Stadtschulen. Von Eberhard von Rochow. Aufs neue bearbeitet und herausgegeben von W.C.C. von Türk. Brandenburg 1825.
- Die Civil-Waisen-Versorgungs-Anstalt zu Potsdam, für die Städte Berlin, Potsdam und den Potsdamer Regierungs-Bezirk, ihr Zweck, ihre Einrichtung, ihr gegenwärtiger Zustand und ihre Statuten. Potsdam, 1826. (*)
- Der Prediger Johann Friedrich Oberlin im Steintal, ein Vorbild für Landprediger. Berlin 1828.
- Vollständige Anleitung zur zweckmässigen Behandlung des Seidenbaues und des Haspelns der Seide sowie zur Erziehung und Behandlung der Maulbeerbäume nach den neuesten Erfahrungen und Beobachtungen. Riegel Verlag, Potsdam 1829.
  - 1. Von dem Seidenbau im Allgemeinen, von deren bisherigen Mißlinen und die Ursachen derselben, sowie von dessen Verbreitung und dem für denselben geeigneten Clima (online – Internet Archive)
  - 2. Vollständige Anleitung zur Betreibung des Seidenbaus und des Haspelns der Seide (online – Internet Archive)
  - 3. Anleitung, die Maulbeerbäume zweckmäßig zu erziehen und zu behandeln (online – Internet Archive)
- Die Waisen-Versorgungs-Anstalt für die Provinz Brandenburg zu Klein-Glienecke und deren Statuten. Potsdam 1833.
- Erfahrungen und Ansichten über Erziehung und Unterricht. Natorff & Comp., Berlin 1838.
- Ueber die Vorsorge für Waisen, Arme und Nothleidende. Veit und Comp., Berlin 1839. (*)
- Kurze Anleitung zur Erziehung und Pflege des Maulbeerbaums und zum Seidenbau. Bessler, Berlin 1851 (zusammen mit Hermann Sello).
- Leben und Wirken des Regierungs- und Schulrats Wilhelm von Türk, von ihm selbst niedergeschrieben als ein Vermächtnis an die von ihm gegründeten Waisenhäuser. Stein, Potsdam 1859 (eingeschränkte Vorschau in der Google-Buchsuche).